# Anconcito
Anconcito ist ein östlicher Vorort und eine Parroquia rural („ländliches Kirchspiel“) im Kanton Salinas der ecuadorianischen Provinz Santa Elena. Die Parroquia besitzt eine Fläche von 8,79 km². Die Einwohnerzahl lag im Jahr 2010 bei 11.822. Die Parroquia wurde am 27. Dezember 1937 gegründet.

## Lage
Die Parroquia Anconcito liegt an der Pazifikküste im Südosten des Kantons Salinas. Anconcito befindet sich 17 km südöstlich vom Stadtzentrum von Salinas.
Die Parroquia Anconcito grenzt im äußersten Nordwesten an Salinas, im Norden an die Parroquia José Luis Tamayo sowie im Osten an die Parroquia Ancón (Kanton Santa Elena).